# میک گلد
میک گلد (انگلیسی: Mick Gold؛ ‏ ۷ اوت ۱۹۴۷) روزنامه‌نگار، کارگردان فیلم و تهیه‌کننده تلویزیونی اهل بریتانیا بود.
از فیلم‌ها یا مجموعه‌های تلویزیونی که وی در آن‌ها نقش داشته‌است، می‌توان به شیله در زندان اشاره نمود.